# ナイチンゲール (映画)
『ナイチンゲール』（原題:The Nightingale）は、2018年に公開されたオーストラリアの映画。監督はジェニファー・ケント、主演はアシュリン・フランシオーシが務めた。
本作は第75回ヴェネツィア国際映画祭で審査員特別賞を受賞した。

## ストーリー
アイルランド人のクレアは、盗みの罪で捕まり、流刑地であるオーストラリアのタスマニア島で暮らしていた。原生林の駐屯地で英国軍の下働きをしながら、同じ囚人のエイデンとの間に娘をもうけるクレア。隊長が推薦状を発行すれば囚人は自由を得られるのだが、残忍で軽薄な隊長のホーキンス中尉は口約束ばかり。歌の上手いクレアに英国のナイチンゲールの歌を歌わせ、奴隷扱いでレイプを繰り返していた。
ホーキンスの人物評価のために、査察官が駐屯地を訪れた。その査察官の目の前で、解放を訴え、ホーキンスを殴り倒してしまうエイデン。ホーキンスの栄転は取り消され、駐屯地勤務が続くこととなった。その夜、二人の部下と共にクレア達の小屋を襲うホーキンス。エイデンと乳飲み子は殺され、クレアはレイプの上、頭を殴られた。
たまたま命拾いし、意識を取り戻すクレア。だが、ホーキンスはすでに、遠いローンセストンの町へ向け、数人の部下と共に出発した後だった。町で直接、上官に栄転を直訴するつもりなのだ。
復讐心に燃え、たった一人でホーキンスの後を追うクレア。
当時のタスマニア島では、先住民のアボリジニが白人に支配され、悲惨な生活を強いられていた(ブラック・ウォー)。反発するアボリジニ達が住む原生林は、軍人でも危険な場所だった。
夫エイデンの唯一の財産である馬(ベッキー)に乗ったクレアは、アボリジニの貧しい集落でビリーという若者をガイドに雇った。
ホーキンス達とはぐれた下っ端の部下ジャゴを見つけるクレア。乳飲み子の娘を殺したジャゴを、クレアは無我夢中で刺し殺した。クレアの身の上を知り、自分の生い立ちを話し始めるガイドのビリー。自分の本名はマンガナで、意味はクロウタドリ。白人に拉致されて来たが、必ず北の故郷に帰ってみせると。
アボリジニの追跡の技で、ホーキンスたちを発見するビリー。だが、ここ一番という時にクレアは怖気づき、ライフルを落として逃げてしまった。たった一人、原生林を彷徨うクレア。夜明けと共に現れた本物のクロウタドリが、なぜかクレアを町に続く道へと導いてくれた。
再びビリーと合流し、ローンセストンの町でホーキンスを見つけるクレア。上官たちも同席するサロンで、殺人や強姦について告発したが、彼を殺すことは出来なかった。
その夜、一人でホーキンスの宿に向かうビリー。銃で腹を撃たれながらも、ビリーはアボリジニの槍でホーキンスと部下を刺し殺した。ビリーと馬(ベッキー)に二人乗りして、北の海岸まで逃げるクレア。クレアがアイルランドの歌を歌う傍らで、ビリーは、故郷に帰ったと叫ぶのだった。

## キャスト
- アシュリン・フランシオーシ - クレア
- サム・クラフリン - ホーキンス
- バイカリ・ガナンバル - ビリー
- デイモン・ヘリマン - ルース
- ハリー・グリーンウッド - ジャゴ
- ユエン・レスリー - グッドウィン
- チャーリー・ショットウェル - エディ
- マイケル・シーズビー - エイダン
- ルーク・キャロル - アーチー

## 製作
2017年3月21日、ジェニファー・ケント監督の新作映画にアイスリング・フランシオシが起用されたとの報道があった。本作の主要撮影は同月中にタスマニアで始まった。

## 公開・マーケティング
2018年9月6日、本作は第75回ヴェネツィア国際映画祭でプレミア上映された。2019年1月9日、IFCフィルムズが本作の全米配給権を獲得したと報じられた。5月22日、本作のオフィシャル・トレイラーが公開された。

## 評価
本作は肯定派が優勢ではあるものの、生々しいレイプシーンや暴力シーンに対して拒絶反応を示す者が少なからず出た。シドニー映画祭で本作が上映されたとき、30人前後の観客が途中退出したが、その中には映画に対する批判を叫びながら退出した者すらいた。ケント監督は「観客が暴力的なシーンに拒絶反応を示した理由は分かるし、彼らには途中退出する権利もある」と述べた上で、「暴力シーンは植民地時代に先住民族に対して向けられた暴力とレイシズムを正確に描写したものである。本作は暴力を描くことを主題にしているわけではなく、暗い時代における愛、同情、優しさの必要性を主題にしている。」「本作が時代の上っ面をなでただけの作品、ないしは暴力を面白おかしく描写した作品だったなら、観客が拒絶反応を示すことはなかったと思う」と述べている。
映画批評集積サイトのRotten Tomatoesには83件のレビューがあり、批評家支持率は80%、平均点は10点満点で7.21点となっている。サイト側による批評家の見解の要約は「『ナイチンゲール』は万人受けする作品ではない。しかし、ジェニファー・ケント監督は誰の目にも分かる怒りという豊かなソースを利用して、殴られたような衝撃を与える戦争物語を紡ぎ出している。」となっている。また、Metacriticには24件のレビューがあり、加重平均値は75/100となっている。